# Obleganje Senona
Obleganje Senona je bilo obleganje med rimsko-alamanskim spopadom, ki se je končalo z rimsko zmago.
Leta 356 je Julijan Odpadnik, bodoči rimski cesar, po odhodu iz Kölna prezimil v Senonah (morda sodobni Sens) v Galiji. Po dezerterstvu iz njegovih germanskih pomožnih enot so sovražne alemanske čete izvedele, da je njegova sila premajhna in so se odpravile na napad na mesto. Ker pa niso imele naprednega oblegovalnega znanja, niso mogle vdreti v mesto in so lahko le preprečile Julijanu, da bi se podal zunaj obzidja. Po enem mesecu so se umaknile.
Končno so se po mesecu dni divjaki umaknili potrti, mrmrajoč, da so bili neumni in nori, ker so razmišljali o blokadi mesta. Toda – kar je treba šteti za sramotno situacijo – medtem ko je bil Cezar v nevarnosti, je magister equitum Marcel, poveljnik konjenice, čeprav je bil nameščen na sosednjih položajih, odložil pošiljanje okrepitev; medtem ko bi bilo treba, četudi bi bilo ogroženo samo mesto, da ne omenjamo prisotnosti princa tam, rešiti pred težavami blokade z posredovanjem velike sile.